# Ники (эсминец)
«Ники» (греч. Νίκη) — греческий эскадренный миноносец одноимённого типа, построен в начале XX века.

## Предыстория
После кратковременной и «странной» греко-турецкой войны 1897 года были предприняты попытки реорганизации греческих Вооружённых сил. Главным выразителем этой тенденции стал Георгиос Теотокис. Теотокис стал премьер-министром Греции 8 декабря 1905 года и сформировал правительство, где морским министром стал Константин Трикупис. Одной из первых акций нового министра стал огромный по греческим меркам заказ на постройку 8 эсминцев. Первоначально предполагалось разместить весь заказ на верфи Yarrow в Лондоне, бывшей в то время пионером в строительстве эсминцев. Тот факт, что в итоге заказ был разбит на две части и строительство четырёх эсминцев, по характеристикам близких английским (типа «Тиэлла»), было передано германской верфи AG Vulcan Stettin, некоторые греческие исследователи объясняют не столько предыдущими заказами флота этой верфи, сколько вмешательством командующего вооружёнными силами наследного принца Константина, который действовал в пользу брата своей жены Софии — кайзера Германии Вильгельма II.

## Строительство
Все четыре эсминца были построены в период 1905—1906 годов. Головной корабль получил имя «Ники» (греч. Νίκη — победа) и его имя закрепилось за одноимённым типом эсминцев. Другие корабли типа получили имена «Велос I», «Докса» и «Аспис».

## Балканские войны
3 (16) декабря 1912 года «Ники» принял участие в сражении с турецким флотом у Элли, завершившемся победой греков. 5 (18) января «Ники» вместе с четырьмя греческими броненосцами и восемью эсминцами принял участие в победном для греков сражении с турецким флотом у Лемноса, после которой турецкий флот не посмел более выйти из проливов.

## Первая мировая война
В октябре 1916 года корабль был конфискован Антантой по причине первоначального нейтралитета Греции и был передан французам. Эсминец под французским флагом и с французским экипажем использовался в противолодочном патрулировании между южной Францией и Корсикой. После вступления Греции в войну в июле 1917 года корабль был возвращён греческому флоту в 1918 году. С февраля по июнь 1919 года корабль находился на Чёрном море, оказывая поддержку Белому движению в ходе интервенции Антанты и участвуя в эвакуации греческого населения юга России.

## Малоазийский поход
После капитуляции Османской империи корабль с 1919 года оказывал поддержку греческой армии во время её малоазийского похода. 4 сентября 1922 года во время эвакуации греческой армии из Малой Азии командир корабля Д. Хадзискос был убит выстрелом снайпера.

## Вторая мировая война
В период 1925—1927 годов была произведена модернизация корабля на базе флота на острове Саламина. Эсминец принял участие в Итало-греческой войне 1940—1941 годов. После того как на помощь итальянской армии пришла нацистская Германия, эсминец оказался в числе кораблей флота, которым удалось перейти на британскую базу в Александрии, Египет. «Ники» вернулся в Грецию в октябре 1944 года. Эсминец был выведен из состава флота в 1945 году.

## Наследники
- «Ники II» — бывший американский эсминец USS Eberle (DD-430) типа «Гливс». Вошёл в состав флота 22 января 1951 года. Списан в 1972 году.
- «Ники» — канонерская лодка типа Thetis-Klasse 420. Вошла в состав флота в 1991 году.